# 瑪哈·希哈修亞
瑪哈·希哈修亞（1720年—1782年），緬甸貢榜王朝將領。他被今日緬甸人認為是最偉大的軍事領袖之一。在泰文史料中，他被稱作阿社文吉。
希哈修亞在1752年至1759年爆發的贡榜-汉达瓦底战争中嶄露頭角，獲得緬甸王雍笈牙的賞識。
1768年至1776年擔任緬甸軍隊的最高指揮官。1765年至1769年，在第三次清緬戰爭以絕對兵力優勢中擊退清朝的入侵。此後，率領緬甸軍隊入侵暹羅、蘭納、龍坡邦、曼尼普爾。
1776年，緬甸王辛標信逝世，國內政局不穩。希哈修亞被從暹羅前線召回國內。他在新古王繼位過程中扮演重要角色。莽莽廢黜新古王後，任命他為首相。不久波道帕耶政變奪位，仍任命他為首相。但他不滿波道帕耶的強勢，計劃推翻他。最終陰謀洩露被處決。